# Givry (Yonne)
Givry település Franciaországban, Yonne megyében. Lakosainak száma 178 fő (2022. január 1.). Givry Sermizelles, Asquins, Blannay, Domecy-sur-le-Vault, Girolles, Montillot és Vault-de-Lugny községekkel határos.

## Népesség
A település népességének változása:
| Lakosok száma | 178  | 175  | 174  | 177  | 180  | 178  | 177  | 178  |
|               | 2013 | 2015 | 2017 | 2018 | 2019 | 2020 | 2021 | 2022 |